# 罗德里克·麦奇生
罗德里克·英庇·麦奇生（英語：Roderick Impey Murchison；1792年2月19日—1871年10月22日；又译默奇森、莫企逊），英国地质学家。出生于苏格兰一个富人家庭，年轻时曾在军事学院学习。曾任英國皇家地理學會会长、英国地质调查局局长和皇家矿业学院院长。对法国、英格兰和威尔士的古生代地层有详尽的研究，建立命名了志留系，1839年与亚当·塞奇威克共同命名了泥盆系。后又在俄国乌拉尔山地区发现并命名了二叠系。1866年被授予爵士爵位。

## 早年生涯

### 出生與軍旅經歷
麥奇生出生於羅斯郡繆勒夫奧德的塔拉戴爾大宅（Tarradale House）。父親肯尼斯·麥奇生為東印度公司的醫生，自加爾各答回到家鄉後買下大宅與周邊的莊園，並在1792年二月與妻子芭芭拉生下羅德里克。但父親在他四歲時即逝世，三年後麥奇生被送往達拉謨公學就讀，後又升學至桑赫斯特皇家軍事學院，開始八年的軍旅生涯。1808年，麥奇生以第36步兵團少尉的身分參與半島戰爭，跟隨威靈頓公爵登陸葡萄牙。經歷了羅利薩與維梅羅戰役，最後在約翰·摩爾爵士的帶領下於科魯尼亞撤退。

### 科學研究
1815年退役後與將軍之女夏洛特·休格寧結婚，並在接下來的兩年間遊歷法國、義大利等地，由於夏洛特在旅行期間開始對地質產生興趣，因此當1818年他們定居於達拉謨郡的巴納德城堡後，便開始鼓勵麥奇生一同加入，當時英國皇家學會的漢弗里·戴維爵士不願他將精力浪費在打獵上，也和夏洛特勸說他參與地質學研究，麥奇生因此開啟了科研生涯。1824年夫妻倆搬遷至倫敦並加入倫敦地質學會，結識了查爾斯·達爾文、亞當·塞奇維克、查爾斯·萊爾、威廉·菲頓等同事。
麥奇生與妻子研究英格蘭南部地質，尤其是薩塞克斯西北部與漢普郡、薩里郡附近的岩層。1825年在菲頓的幫助下，撰寫第一篇論文並於倫敦地質學會公布。又和萊爾探查了奧弗涅火山、法國南部、北義大利、瑞士與提洛，以此經驗和塞奇維克聯合發表了有關阿爾卑斯山脈地質構造的論文，成為高山地質學的經典作品。

## 設立地質年代
1831年麥奇生來到英格蘭與威爾斯的邊界，研究當地雜砂岩與老紅砂岩的層序，依照其中的殘留有機物將一系列的特定岩層歸類並命名為志留系，其他有關南威爾斯、威爾斯邊區的煤田與上覆地層也被收錄至1839年出版的《志留系》書中。1854年以後的再版則與约翰·威廉·索尔特輔助編寫。1840年他被美國文理科學院選為外籍榮譽院士。
在志留系之後，麥奇生與塞奇維克基於英格蘭西南部與萊茵蘭的研究設立泥盆紀。1841年，又依照與爱德华·德·韦纳伊、亚历山大·冯·凯泽林在烏拉山區的地層研究，設立了新的地質時代，並以研究地點俄羅斯彼爾姆州命名為二疊系。